# Sampława
Sampława – wieś w Polsce położona w województwie warmińsko-mazurskim, w powiecie iławskim, w gminie Lubawa przy drodze krajowej nr 15.
W latach 1975–1998 miejscowość administracyjnie należała do województwa olsztyńskiego.

## Historia
Sampława została założona w 1339 r. na prawie chełmińskim.
Od 17 listopada 1906 r. do połowy stycznia 1907 r. w miejscowej szkole elementarnej odbył się strajk dzieci przeciwko nauczaniu religii w języku niemieckim. Z uczestników strajku znane jest tylko jedno nazwisko: K. Radomski. Strajk był elementem znacznie większej akcji biernego oporu wobec pruskich władz szkolnych, która na przełomie 1906 i 1907 r. objęła ponad 460 (!) szkół w prowincji Prusy Zachodnie, czyli przedrozbiorowe Pomorze Gdańskie, Powiśle, ziemię chełmińską i ziemię lubawską oraz część Krajny. Inspiracją dla strajków pomorskich były wcześniejsze działania dzieci w prowincji wielkopolskiej, ze słynnym strajkiem we Wrześni (1901) na czele. 
Zdobycie Sampława 21 stycznia 1945 przez żołnierzy 2 Armii Uderzeniowej Armii Czerwonej umożliwiło włączenie miejscowości w granice Polski Ludowej.

## Zabytki
- Kościół gotycki p.w. św. Bartłomieja
- Grodzisko rycerskie z XIII-XV wieku – położone w odległości ok. 100 m na zachód od rzeczki Sandela. Jest to niewielkie grodzisko stożkowate, będące prawdopodobnie pozostałością po dworze rycerskim typu motte. Być może właśnie tam znajdowała się siedziba Szymona z Sampławy, który w 1454 r. był organizatorem akcji przeciwko zakonowi krzyżackiemu. Grodzisko nazywane jest Górą św. Jana.